# São Tomé és Príncipe államszervezete és közigazgatása
São Tomé és Príncipe Afrika nyugati partjainál, a Guineai-öbölben, az Egyenlítő mentén található két vulkanikus szigeten fekvő független köztársaság, amely fél évezredes portugál fennhatóságot követően, 1975-ben nyerte el a függetlenségét. Az 1975–1991 közötti Pinto da Costa-rezsimet marxista-leninista politikai berendezkedés, egypártrendszer jellemezte, s a szigetország csak 1991-ben indult el a demokratikus átmenet útján.

## Államszervezet
São Tomé és Príncipe ma hatályban lévő alkotmánya a demokratikus fordulat évében, 1990. szeptember 10-én lépett életbe. Ennek értelmében az ország államformája köztársaság, s a végrehajtó hatalom feje az államfő (köztársasági elnök). A köztársasági elnököt ötévente közvetlenül választják meg, s legfeljebb két elnöki ciklust tölthet be. Hivatali ideje alatt az államtanács tanácsadói testülete (Conselho de Estado) és a minisztertanács (Conselho de Ministros) segítségével kormányoz, egyúttal a fegyveres erők főparancsnoki tisztét is betölti. Az államtanács tagjai a nemzetgyűlés, a minisztertanács, az alkotmánybíróság, a legfelsőbb bíróság elnökei, a príncipei regionális kormányzat vezetője, a köztársaság korábbi elnökei, valamint három-három arra érdemes, a köztársasági elnök, illetve a nemzetgyűlés által kinevezett állampolgár. A minisztertanács elnöke a kormányfő (miniszterelnök), akit a nemzetgyűlés jelöl a posztjára, és a köztársasági elnök nevezi ki. A köztársasági elnök és a nemzetgyűlés alá rendelt minisztertanács tagjait – a miniszterelnök ajánlására – szintén a köztársasági elnök nevezi ki. A törvényhozó hatalom az 55 tagú, listás szavazáson négy évre választott egykamarás nemzetgyűlés (Assembléia Nacional). Az ország igazságszolgáltatásának csúcsán a legfelsőbb bíróság (Supremo Tribunal de Justiça) áll, tagjait és elnökét a nemzetgyűlés nevezi ki. Az alkotmány állampolgárai számára biztosítja a gondolat, a sajtó, az önkifejezés és az információ szabadságát, egyúttal az állam és az egyházak szétválasztásáról is rendelkezik.

## Politikai pártok
A 2006-os nemzetgyűlési választásokon leadott voksok alapján az alábbi São Tomé és Príncipe-i politikai pártok képviseltetik magukat a parlamentben:
- A Változás Erői Demokratikus Mozgalom – Liberális Párt (Movimento Democrático das Forças da Mudança-Partido Liberal, MDFM-PL): 2001-ben alakult párt, a köztársasági elnöki tisztet a párt színeiben Fradique de Menezes töltötte be 2001-től 2011-ig. A 2006-os választásokon a PCD-GR-rel koalícióban indult, s 23 mandátumot elnyerve a nemzetgyűlés legnagyobb frakcióját adja (42%).
- Demokratikus Összetartás Pártja – Gondolkodók Csoportja (Partido de Convergência Democrática-Grupa de Reflexão, PCD-GR): 1990-ben alakult a volt állampárt reformista elemeiből és független szabadgondolkodókból. 1992–1994 között a párt adott miniszterelnököt az országnak. A 2006-os választásokon az MDFM-PL-lel koalícióban indult, s 23 mandátumot elnyerve a nemzetgyűlés legnagyobb frakcióját adja (42%).
- São Tomé és Príncipe Felszabadítási Mozgalma – Szociáldemokrata Párt (Movimento de Libertação de São Tomé e Príncipe-Partido Social Democrata, MLSTP-PSD): Az 1975–1991 közötti marxista-leninista állampárt utódpártja. 1994–2001 és 2002–2006 között, valamint 2008-tól ismét a párt jelöltje lett a miniszterelnök. A Nemzetgyűlésben 20 mandátummal képviselteti magát (37%).
- Független Demokratikus Akció (Acção Democrática Independente, ADI): 1992-ben alakult centrista párt. 1992–2001 között a párt politikusa, Miguel Trovoada töltötte be az államfői tisztet, s 2001-ben is jelöltjük, Fradique de Menezes lett a köztársaság elnöke, aki még abban az évben életre hívta az MDFM-PL-t. 1994-ben, illetve 2001–2002 a párt politikusai töltötték be a miniszterelnöki posztot. A Nemzetgyűlésben 11 tagú frakcióval képviselteti magát (20%).
- Új Út Mozgalom (Movimento Novo Rumo, MNR): 2006-ban civil kezdeményezésre alakult párt, a Nemzetgyűlésben egy képviselője ül.[2]

## Közigazgatási beosztás
1994-ben az ország nemzetgyűlése politikai és közigazgatási autonómiát biztosított Príncipe szigetének, amely 1995. április 29-én lépett életbe. A sziget ügyeit a nemzetgyűlésnek felelős héttagú regionális gyűlés és az öttagú regionális önkormányzat irányítja. Az ország az alábbi táblázatnak megfelelően 1995 óta két tartományra (província), azok pedig további hét kerületre (distrito) oszlanak.
| Tartomány |   | Kerület            | Tartományi és kerületi székhely | Terület (km²) | Lakosság (fő, 2009) | Nép- sűrűség | Térkép |
| --------- | - | ------------------ | ------------------------------- | ------------- | ------------------- | ------------ | ------ |
| São Tomé  | 1 | Água Grande        | São Tomé                        | 17            | 64 007              | 3 765,1      |        |
| São Tomé  | 2 | Cantagalo          | Santana                         | 119           | 13 237              | 111,2        |        |
| São Tomé  | 3 | Caué               | São João dos Angolares          | 267           | 6 674               | 25,0         |        |
| São Tomé  | 4 | Lembá              | Neves                           | 229           | 11 060              | 48,3         |        |
| São Tomé  | 5 | Lobata             | Guadalupe                       | 105           | 19 110              | 182,0        |        |
| São Tomé  | 6 | Mé-Zóchi (Mé-Zoxi) | Trindade                        | 122           | 40 769              | 334,2        |        |
| Príncipe  | 7 | Pagué              | Santo António                   | 142           | 5 875               | 41,4         |        |

## Védelmi rendszer
Az ország függetlenségének kikiáltása után, 1977-ben szervezték meg a helyi fegyveres erőket São Tomé és Príncipe Forradalmi Fegyveres Erői (Forças Armadas Revolucionárias de São Tomé e Príncipe, FARSTP) néven, 1979-től pedig az ország férfilakossága számára kötelezővé tették a 30 hónapos sorkatonai szolgálatot. 1991 után a hadsereget és a rendőrséget egyaránt átszervezték. Ez utóbbi helyett két hatóság jött létre: a közrendvédelmi feladatokat ellátó rendőrség (Polícia Nacional), illetve a bűnügyi nyomozóhivatal (Polícia de Investigação Criminal). A szigetország hadseregének, a São Tomé és Príncipe-i Fegyveres Erők (Forças Armadas de São Tomé e Príncipe, FASTP)  személyi állománya 1995-ben elérte a 600-at, 2008-ban az 1000-et. A kis szigetország légierővel és haditengerészettel nem rendelkezik. A két ország közötti 2000. évi katonai egyezmény értelmében a portugál légierő egy Aviocar gépe a szigetországban állomásozik, és a hadsereg alakulataként működő parti őrséget (Guarda Costeira de São Tomé e Príncipe) segíti a tengerihatár-védelmi, illetve mentési feladatok ellátásában. A katonai költségvetés 2008-ban a GDP mindössze 0,8%-át tette ki (700 ezer dollárt), noha az elöregedett hadászati felszerelés és infrastruktúra modernizálásra szorul.

## Szociális rendszer
1999–2003 között a GDP 8,6–10,5%-át költötték a közegészségügyre, amelyben a magánszektor részesedése afrikai viszonylatban alacsony (12–16%-os). A közegészségügyi rendszer kiépítettsége a környező országokéhoz képest kiemelkedő, 2004-ben az ezer főre jutó orvosok (0,49), ápolók (1,55), szülésznők (0,32), fogorvosok (0,07) és gyógyszerészek (0,15) száma meghaladta a közeli Egyenlítői-Guinea, Gabon, Kamerun vagy Kongó mutatószámait is.

## Közoktatási rendszer
São Tomé és Príncipe felnőtt lakosságának 16,9%-a volt analfabéta egy 2001-es felmérés szerint. Az alapfokú oktatásban való részvétel legkevesebb négyéves időtartamig kötelező a gyermek hét és tizennégy éves kora között. A középoktatás hétéves időtartamot ölel fel, amely ötéves alapoktatásból és kétéves specializációból áll. A demokratikus fordulatot követően a kormányzat sokat költött a közoktatás reformjára, 1995-ben például a közberuházások 21,2%-a erre a szektorra irányult. A hatékony közoktatási infrastruktúra kiépítése azonban még a jövő feladata. 2001-ben 73 általános iskola (623 tanár, 20 858 diák), 11 középiskola és 2 zeneiskola (630 tanár, 13 874 diák), valamint az 1998-ban alapított São Tomé-i műszaki főiskola (Instituto Superior Politécnico, 29 tanár, 117 diák) volt az országban.